# オートモーティブ・プロダクツ

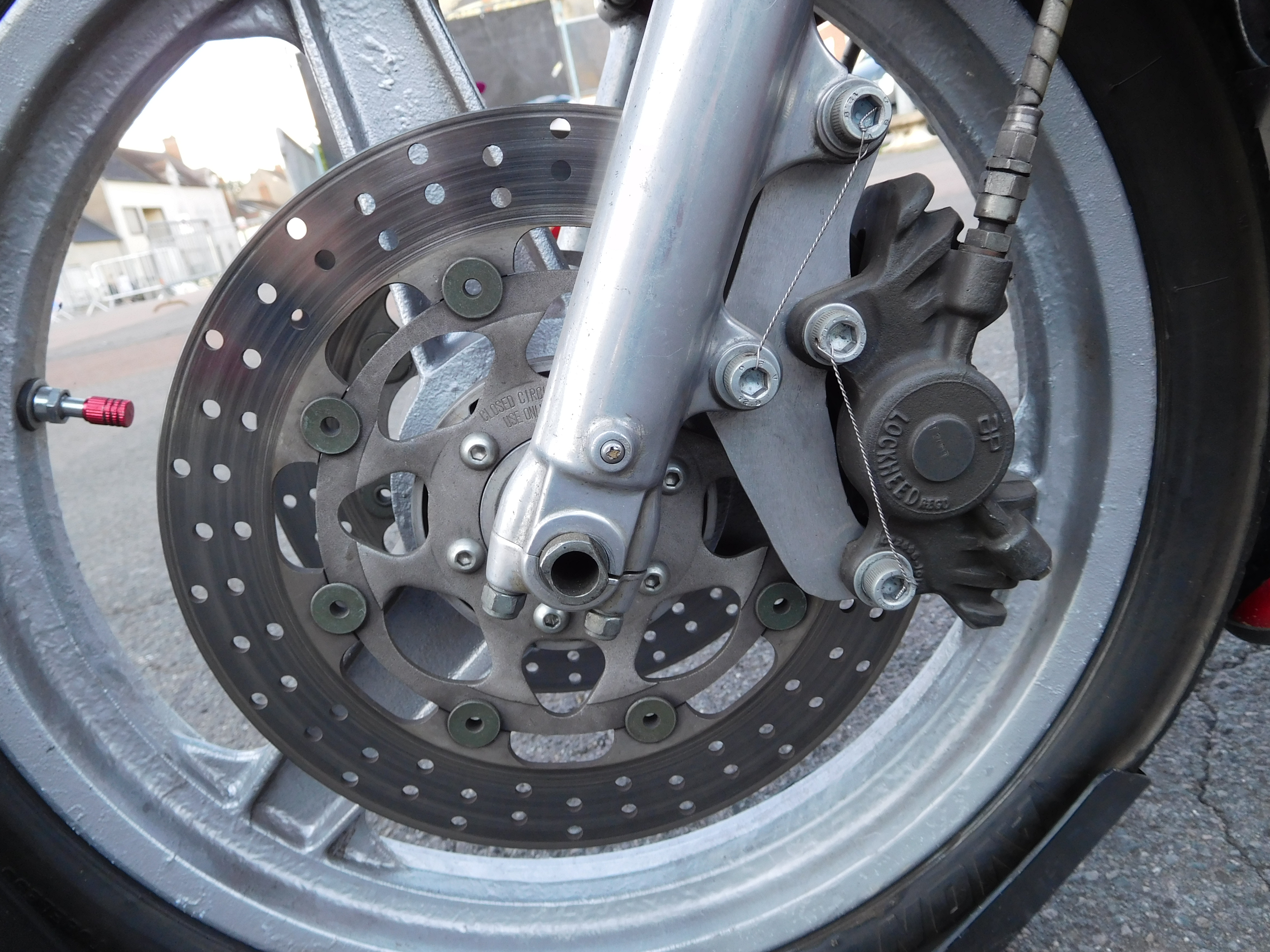
APロッキードのディスクブレーキキャリパー

オートモーティブ・プロダクツ（Automotive Products、一般的にはAPと略されることが多い）は、第一次世界大戦後にヨーロッパに残された多数の軍用トラックの整備のために米国製の部品を輸入、販売するために1920年にエドワード・ボートン、ウィリー・エモットおよびデニス・ブロックによって設立された自動車関連部品会社。
1928年、同社はブリテン諸島および大陸ヨーロッパにおけるロッキード油圧ブレーキシステムの製造および販売ライセンスを取得し、翌年にはロイヤル・レミントン・スパのクレメント・ストリートに拠点を置くゼファー・キャブレター株式会社の経営権を取得した。子会社のロッキード油圧ブレーキ株式会社が設立され、ブレーキ部品の製造が開始された。
1931年、アメリカのボーグ&ベック社の特許に基づくクラッチを製造するためにボーグ＆ベック株式会社が設立された。これによって、同社はイギリス製のボーグ&ベック製クラッチをイギリス、海外のイギリス領およびカナダを除くイギリス帝国で販売することが可能となった。同年、タックブルック・ロードに建設された新しい工場の最初のブロックが開業し、1970年までに約70エーカーに拡張された。
同社はクラッチとブレーキの製造および要求でイギリスをリードする企業となり、1970年代まで市場を支配していた。
APはオートマチックトランスミッションの開発においてブリティッシュ・モーター・コーポレーション（BMC）と密接な技術的パートナーシップを育んだ。この協業のもっとも特記すべき製品は、ミニと、その後のBMCおよびBLのコンパクトカーに搭載されたAPオートマチック・トランスミッションである。両社は共同で工場をキングス・ノートンに所有し、トランスミッションと、それに組み合わされるさまざまなAシリーズ・エンジンを生産した。
この事業は1986年にBBA（British Belting and Asbestos）によって買収された。

## マニュマチックおよびニュートンドライブ自動クラッチシステム
「マニュマチック」（Manumatic）および「ニュートンドライブ」（Newtondrive）システムは「2ペダルトランスミッション」として知られている。これらのシステムは、変速時のクラッチ操作とエンジン回転数の同調という高度な技術からドライバーを開放する。かつては「マニュマチック」という用語は自動クラッチシステムを備えたセミオートマチックトランスミッションのみを示していたが、現在ではトランスミッションコンピューターの制御を無視して電子制御によって「手動」でギアを選択できる標準的なトルクコンバーター式オートマチックトランスミッションを指すことが多くなっている。
マニュマチック
吸気マニホールドの負圧によって駆動されるクラッチサーボが、自動クラッチ（遠心力を利用した従来型のクラッチ）を作動させる。ギアレバー内のスイッチがソレノイドバルブを操作し、ギアレバーが動くとクラッチが切断される。制御ユニットはスロットルを調整してエンジン回転数を駆動クラッチプレートの回転数に一致させ、また路面速度に応じてクラッチ作動速度を変化させる。
ニュートンドライブ
ニュートンドライブシステムは、チョーク制御とクラッチ操作機構からスロットルへのケーブル連結を備えている点で他のシステムと異なっていた。
このシステムは、フォード・アングリアなどの小型車にも搭載可能だった。